# Lista de vereadores de São Miguel (Rio Grande do Norte)
Esta é a lista de vereadores de São Miguel, município brasileiro do estado do Rio Grande do Norte.
Hoje a administração municipal se dá pelo poder executivo, poder legislativo e poder judiciário. O poder legislativo é constituído à câmara municipal, que está composta por nove vereadores eleitos para mandatos de quatro anos em observância ao disposto no artigo 29 da Constituição. Cabe à casa elaborar e votar leis fundamentais à administração e ao executivo, especialmente o orçamento participativo (Lei de Diretrizes Orçamentárias). Conquanto seja o poder de veto assegurado ao prefeito, o processo de votação das leis que se lhe opõem costuma gerar conflitos entre Executivo e Legislativo.O prédio da Câmara chama-se Palácio João Pessoa de Amorim e o Plenário de Vereador Antônio Biré.

## Legislatura de 2021–2024
Estes são os vereadores eleitos nas eleições de 15 de novembro de 2020, pelo período de 1° de janeiro de 2021 a 31 de dezembro de 2024:
|    | Nome                                                                              | Partido                          | Votos | %    | Observações |
| -- | --------------------------------------------------------------------------------- | -------------------------------- | ----- | ---- | ----------- |
| 1  | Alyson Cleiton da Silva, Alysson Colaça (São Miguel, 12.09.1992–)                 | Progressistas (PP)               | 891   | 7,26 | 2º mandato  |
| 2  | Elias Alexandre da Silva (São Miguel, 31.10.1978–)                                | Progressistas (PP)               | 688   | 5,60 | 1º mandato  |
| 3  | José Edimilson de Carvalho, Zé Edmilson (2021-2022) (São Miguel, 09.05.1968–)     | Progressistas (PP)               | 649   | 5,29 | 5º mandato  |
| 4  | Alan Campos Alves (São Miguel, 17.12.1989–)                                       | Partido Social Democrático (PSD) | 638   | 5,20 | 1º mandato  |
| 5  | Richellina Oliveira de Araújo, Richelle do Tenente (Natal, 20.08.1983–)           | Partido Social Democrático (PSD) | 633   | 5,16 | 1º mandato  |
| 6  | Tyciana Pessoa Fernandes de Lima (São Miguel, 11.03.1978–)                        | Progressistas (PP)               | 610   | 4,97 | 1º mandato  |
| 7  | José Nelto de Carvalho (Coronel João Pessoa, 20.07.1987–)                         | Solidariedade (SD)               | 591   | 4,81 | 1º mandato  |
| 8  | Sandra Regina da Silva Oliveira, Sandra Flor (São Bernardo do Campo, 20.04.1975–) | Progressistas (PP)               | 505   | 4,11 | 5º mandato  |
| 9  | Carlos Alberto Silva, Carlinhos de Chico Pedro (São Miguel, 31.10.1973–)          | Partido Social Democrático (PSD) | 484   | 3,94 | 2º mandato  |
| 10 | Elves Samuel Dias Ferreira (São Miguel, 22.02.1990–)                              | Progressistas (PP)               | 473   | 3,85 | 1º mandato  |
| 11 | José Alves Lira, Zé de Nozinho (Ereré, 09.12.1973–)                               | Partido Social Democrático (PSD) | 440   | 3,58 | 3º mandato  |

## Legislatura de 2017–2020
Estes são os vereadores eleitos nas eleições de 2 de outubro de 2016, pelo período de 1° de janeiro de 2017 a 31 de dezembro de 2020:
|    | Nome                                                                              | Partido                                            | Votos | %    | Observações |
| -- | --------------------------------------------------------------------------------- | -------------------------------------------------- | ----- | ---- | ----------- |
| 1  | Célio Gonçalves de Queiróz, Célio de Elizeu (São Miguel, 27.11.1969–)             | Partido da Social Democracia Brasileira (PSDB)     | 1.219 | 9,02 | 5º mandato  |
| 2  | Francisco Célio Bezerra de Lima, Célio Lagoa (São Miguel, 16.05.1963–)            | Democratas (DEM)                                   | 773   | 5,72 | 1º mandato  |
| 3  | Ideus Costa Nunes Júnior, de Ana Ruth (São Miguel, 06.04.1983–)                   | Partido Social Democrático (PSD)                   | 741   | 5,48 | 1º mandato  |
| 4  | José Edimilson de Carvalho, Zé Edimilson (São Miguel, 09.05.1968–)                | Partido Socialista Brasileiro (PSB)                | 654   | 4,84 | 4º mandato  |
| 5  | José Rogério da Silveira, Tenente Rogério (Taipu, 15.08.1963–)                    | Partido da Social Democracia Brasileira (PSDB)     | 620   | 4,59 | 2º mandato  |
| 6  | Alyson Cleiton da Silva, Alysson Colaça (São Miguel, 12.09.1992–)                 | Partido da Social Democracia Brasileira (PSDB)     | 592   | 4,38 | 1º mandato  |
| 7  | Mellyna Passo Maia Coelho (2017-2020) (Fortaleza, 19.10.1992–)                    | Partido Trabalhista Nacional (PTN)                 | 529   | 3,92 | 1º mandato  |
| 8  | Sandra Regina da Silva Oliveira, Sandra Flor (São Bernardo do Campo, 20.04.1975–) | Partido do Movimento Democrático Brasileiro (PMDB) | 527   | 3,90 | 4º mandato  |
| 9  | Maria da Paz e Silva, Dapaz (Brejo do Cruz, 24.01.1951–)                          | Partido Social Democrático (PSD)                   | 521   | 3,86 | 5º mandato  |
| 10 | Carlos Aurélio Sampaio, Dr. Carlos (João Pessoa, 02.05.1962–)                     | Partido Trabalhista Cristão (PTC)                  | 520   | 3,85 | 1º mandato  |
| 11 | Carlos Alberto Silva, Carlinho de Chico Pedro (São Miguel, 31.10.1973–)           | Partido Social Democrático (PSD)                   | 502   | 3,72 | 1º mandato  |

## Legislatura de 2013–2016
Estes são os vereadores eleitos nas eleições de 7 de outubro de 2012, pelo período de 1° de janeiro de 2013 a 31 de dezembro de 2016<:
|   | Nome                                                                                          | Partido                                            | Votos | %     | Observações |
| - | --------------------------------------------------------------------------------------------- | -------------------------------------------------- | ----- | ----- | ----------- |
| 1 | Adalcina Vieira de Almeida (2015-2016) (Brejo dos Santos, 16.03.1964–)                        | Partido Progressista (PP)                          | 1.546 | 11,56 | 1º mandato  |
| 2 | Sandra Regina da Silva Oliveira, Sandra Flor (2013-2014) (São Bernardo do Campo, 20.04.1975–) | Partido Social Cristão (PSC)                       | 1.293 | 9,66  | 3º mandato  |
| 3 | Célio Gonçalves de Queiróz, Célio de Elizeu (São Miguel, 27.11.1969–)                         | Partido Socialista Brasileiro (PSB)                | 1.082 | 8,09  | 4º mandato  |
| 4 | Lucélio Nogueira de Carvalho (Icó, 07.05.1968–)                                               | Partido Social Democrata Cristão (PSDC)            | 903   | 6,75  | 1º mandato  |
| 5 | José Rogério da Silveira, Tenente Rogério (Taipu, 15.08.1963–)                                | Partido Socialista Brasileiro (PSB)                | 875   | 6,54  | 1º mandato  |
| 6 | José Edimilson de Carvalho, Zé Edimilson (São Miguel, 09.05.1968–)                            | Partido do Movimento Democrático Brasileiro (PMDB) | 802   | 5,99  | 3º mandato  |
| 7 | Francisco Manoel de Queiroz, Chiquinho (São Miguel, 30.05.1964–Mossoró, 11.11.2018)           | Democratas (DEM)                                   | 777   | 5,81  | 2º mandato  |
| 8 | Antonio Moreira Filho, Toinho de Fátima (São Miguel, 22.10.1955–)                             | Democratas (DEM)                                   | 757   | 5,66  | 1º mandato  |
| 9 | José Passo Coelho, Passarinho (Luís Gomes, 17.08.1957–)                                       | Partido da Mobilização Nacional (PMN)              | 802   | 5,99  | 5º mandato  |
| — | José Alves Lira, Zé de Nozim (Ereré, 09.12.1973–)                                             | Democratas (DEM)                                   | 612   | 4,57  | 2º mandato  |

## Legislatura de 2009–2012
Estes são os vereadores eleitos nas eleições de 5 de outubro de 2008, pelo período de 1° de janeiro de 2009 a 31 de dezembro de 2012:
|   | Nome | Partido                                            | Votos | %    | Observações |
| - | --- | -------------------------------------------------- | ----- | ---- | ----------- |
| 1 | Francisco Manoel de Queiroz, Chiquinho de Manoelzinho (2009-2010) (São Miguel, 30.05.1964–Mossoró, 11.11.2018) | Democratas (DEM)                                   | 935   | 7,10 | 1º mandato  |
| 2 | Célio Gonçalves de Queiroz, Célio de Elizeu (São Miguel, 27.11.1969–)                                          | Partido Socialista Brasileiro (PSB)                | 889   | 6,75 | 3º mandato  |
| 3 | José Alves Lira, Zé de Nôzin (Ereré, 09.12.1973–)                                                              | Democratas (DEM)                                   | 848   | 6,44 | 1º mandato  |
| 4 | Valdemiro José da Silva, Bil (São Miguel, 13.08.1935–)                                                         | Partido do Movimento Democrático Brasileiro (PMDB) | 823   | 6,25 | 4º mandato  |
| 5 | José Passo Coelho, Passarinho (Luís Gomes, 17.08.1957–)                                                        | Partido da Mobilização Nacional (PMN)              | 737   | 5,59 | 4º mandato  |
| 6 | José Edimilson de Carvalho, Zé Edimilson (São Miguel, 09.05.1968–)                                             | Partido do Movimento Democrático Brasileiro (PMDB) | 695   | 5,28 | 2º mandato  |
| 7 | Maria de Fátima Moreira, Fátima de Toinho (Icó, 20.02.1956–)                                                   | Partido Socialista Brasileiro (PSB)                | 681   | 5,17 | 4º mandato  |
| 8 | Maria da Paz e Silva, Da Paz (Brejo do Cruz, 24.01.1951–)                                                      | Partido Socialista Brasileiro (PSB)                | 633   | 4,80 | 4º mandato  |
| 9 | Francisco de Paulo Rego (Icó, 02.04.1979–)                                                                     | Partido do Movimento Democrático Brasileiro (PMDB) | 503   | 3,82 | 1º mandato  |

## Legislatura de 2005–2008
Estes são os vereadores eleitos nas eleições de 3 de outubro de 2004, pelo período de 1° de janeiro de 2005 a 31 de dezembro de 2008:
|   | Nome                                                                     | Partido                                            | Votos | %    | Observações |
| - | ------------------------------------------------------------------------ | -------------------------------------------------- | ----- | ---- | ----------- |
| 1 | Célio Gonçalves de Queiroz, Célio de Elizeu (São Miguel, 27.11.1969–)    | Partido Socialista Brasileiro (PSB)                | 848   | 7,00 | 2º mandato  |
| 2 | José Ferreira Sobrinho, Zé Mucunã (São Miguel, 17.06.1957–)              | Partido Socialista Brasileiro (PSB)                | 825   | 6,81 | 3º mandato  |
| 3 | Maria de Fátima Moreira, Fátima de Toinho (Icó, 20.02.1956–)             | Partido Socialista Brasileiro (PSB)                | 747   | 6,17 | 3º mandato  |
| 4 | Sandra Regina da Silva, Sandra Flor (São Bernardo do Campo, 20.04.1975–) | Partido Socialista Brasileiro (PSB)                | 738   | 6,09 | 2º mandato  |
| 5 | Valdemiro José da Silva, Bil (São Miguel, 13.08.1935–)                   | Partido do Movimento Democrático Brasileiro (PMDB) | 682   | 5,63 | 3º mandato  |
| 6 | José Passo Coelho, Passarinho (Luís Gomes, 17.08.1957–)                  | Partido Socialista Brasileiro (PSB)                | 650   | 5,36 | 3º mandato  |
| 7 | Maria da Paz e Silva, Da Paz (Brejo do Cruz, 24.01.1951–)                | Partido Socialista Brasileiro (PSB)                | 595   | 4,91 | 3º mandato  |
| 8 | Francisco de França Neto, Seu França (São Miguel, 17.05.1947–)           | Partido Socialista Brasileiro (PSB)                | 591   | 4,88 | 3º mandato  |
| 9 | José Edimilson de Carvalho, Zé Edimilson (São Miguel, 09.05.1968–)       | Partido do Movimento Democrático Brasileiro (PMDB) | 522   | 4,31 | 1º mandato  |

## Legislatura de 2001–2004
Estes são os vereadores eleitos nas eleições de 1º de outubro de 2000, pelo período de 1° de janeiro de 2001 a 31 de dezembro de 2004:
|    | Nome                                                                  | Partido                                            | Votos | %    | Observações |
| -- | --------------------------------------------------------------------- | -------------------------------------------------- | ----- | ---- | ----------- |
| 1  | José Passo Coelho, Passarinho (Luís Gomes, 17.08.1957–)               | Partido Socialista Brasileiro (PSB)                | 835   | 7,27 | 2º mandato  |
| 2  | João das Chagas Moreno Neto (São Miguel, 07.06.1966–)                 | Partido Liberal (PL)                               | 683   | 5,95 | 2º mandato  |
| 3  | Francisco de França Neto, Seu França (São Miguel, 17.05.1947–)        | Partido Socialista Brasileiro (PSB)                | 615   | 5,35 | 2º mandato  |
| 4  | Maria de Fátima Moreira, Fátima de Toinho (Icó, 20.02.1956–)          | Partido Liberal (PL)                               | 609   | 5,30 | 2º mandato  |
| 5  | Sandra Regina da Silva (São Bernardo do Campo, 20.04.1975–)           | Partido do Movimento Democrático Brasileiro (PMDB) | 599   | 5,21 | 1º mandato  |
| 6  | Célio Gonçalves de Queiroz, Célio de Elizeu (São Miguel, 27.11.1969–) | Partido Liberal (PL)                               | 558   | 4,86 | 1º mandato  |
| 7  | José Ferreira Sobrinho, Zé Mucunã (São Miguel, 17.06.1957–)           | Partido Liberal (PL)                               | 521   | 4,54 | 2º mandato  |
| 8  | Maria da Paz e Silva, Da Paz (Brejo do Cruz, 24.01.1951–)             | Partido Liberal (PL)                               | 514   | 4,47 | 2º mandato  |
| 9  | Jocélio Augusto Nogueira, Célio de Elizeu (São Miguel, 22.08.1967–)   | Partido Liberal (PL)                               | 489   | 4,26 | 2º mandato  |
| 10 | Valdemiro José da Silva, Bil (São Miguel, 13.08.1935–)                | Partido do Movimento Democrático Brasileiro (PMDB) | 476   | 4,14 | 2º mandato  |
| 11 | Antonio Egildo de Queiroz, Toinho (Pereiro, 13.08.1955–)              | Partido do Movimento Democrático Brasileiro (PMDB) | 357   | 3,11 | 2º mandato  |

## Legislatura de 1997–2000
Estes são os vereadores eleitos nas eleições de 3 de outubro de 1996, pelo período de 1° de janeiro de 1997 a 31 de dezembro de 2000:
|    | Nome                                                  | Partido                                            | Votos | %    | Observações |
| -- | ----------------------------------------------------- | -------------------------------------------------- | ----- | ---- | ----------- |
| 1  | José Ferreira Sobrinho (São Miguel, 17.06.1957–)      | Partido Liberal (PL)                               | 751   | 8,18 | 1º mandato  |
| 2  | Maria de Fátima Moreira (Icó, 20.02.1956–)            | Partido Liberal (PL)                               | 668   | 7,27 | 1º mandato  |
| 3  | José Passo Coelho (Luís Gomes, 17.08.1957–)           | Partido Liberal (PL)                               | 580   | 6,32 | 1º mandato  |
| 4  | Hélio Flor de Oliveira                                | Partido da Social Democracia Brasileira (PSDB)     | 563   | 6,13 | 1º mandato  |
| 5  | Valdemiro José da Silva (São Miguel, 13.08.1935–)     | Partido do Movimento Democrático Brasileiro (PMDB) | 559   | 6,09 | 1º mandato  |
| 6  | João das Chagas Moreno Neto (São Miguel, 07.06.1966–) | Partido Liberal (PL)                               | 545   | 5,94 | 1º mandato  |
| 7  | Francisco de França Neto (São Miguel, 17.05.1947–)    | Partido Liberal (PL)                               | 510   | 5,55 | 1º mandato  |
| 8  | Maria da Paz e Silva (Brejo do Cruz, 24.01.1951–)     | Partido Liberal (PL)                               | 420   | 4,57 | 1º mandato  |
| 9  | Miguel Felix da Silva (São Miguel, 02.10.1928–)       | Partido da Social Democracia Brasileira (PSDB)     | 339   | 3,69 | 1º mandato  |
| 10 | Antonio Egildo de Queiroz (Pereiro, 13.08.1955–)      | Partido da Social Democracia Brasileira (PSDB)     | 323   | 3,52 | 1º mandato  |
| 11 | Jocélio Augusto Nogueira (São Miguel, 22.08.1967–)    | Partido do Movimento Democrático Brasileiro (PMDB) | 312   | 3,40 | 1º mandato  |

## Legenda
| cor  | significado          |
| Bege | Presidente da Câmara |
| Azul | Suplente             |